# Liste der denkmalgeschützten Objekte in Eferding
Die Liste der denkmalgeschützten Objekte in Eferding enthält die 113 denkmalgeschützten, unbeweglichen Objekte der Gemeinde Eferding in Oberösterreich (Bezirk Eferding).

## Denkmäler
| Foto |                 | Denkmal                                                                            | Standort                                                           | Beschreibung | Metadaten |
| ---- | --------------- | ---------------------------------------------------------------------------------- | ------------------------------------------------------------------ | --- | --- |
| ja   | Datei hochladen | Bürgerhaus HERIS-ID: 6349 Objekt-ID: 2226                                          | Bäckergasse 2 Standort KG: Eferding                                | Das zweigeschoßige, zum Schiferplatz hin zweiachsig ausgeführte Bürgerhaus in der Bäckergasse 2 (Identadresse: Schiferplatz 2) ist durch eine Reiche vom Nachbarhaus getrennt. Der leicht über das Straßenniveau ragende untere Bereich des Erdgeschoßes resultiert aus einem relativ hohen Kellergewölbe. Aufgrund des im Inneren in etwa mittig verlaufenden Flurs wird es zu den Häusern vom Querflurtyp gezählt. Die Fassade aus dem 19. Jahrhundert zeigt eine querrechteckige Gliederung, aber keine eindeutige Stilrichtung. Zwischen den zum Platz zeigenden Fenstern des ersten Stocks befindet sich ein als Fresko ausgeführtes Hauszeichen mit geschwungener Rahmung und einem Schriftband „17 Johannes Löberbauer 88“ mit dessen Wappen. Aus dem Jahr 1750 ist ein Bürger namens Balthasar Stichlberger, von Beruf Schuhmacher, als Eigentümer belegt.                                                                                          | BDA-Hist.: Q37896532 Status: Bescheid Stand der BDA-Liste: 2025-06-30 Name: Bürgerhaus GstNr.: .26                                                                              |
| ja   | Datei hochladen | Friedhof, Portalanlage HERIS-ID: 6330 Objekt-ID: 2207                              | Josef-Mitter-Platz 4 Standort KG: Eferding                         | Der Friedhof wurde in der zweiten Hälfte des 16. Jahrhunderts angelegt, das markante Tor stammt aus den Jahren 1875/1880. Die ältesten Teile der Friedhofsmauer werden als Reste einer aus dem 14. Jahrhundert stammenden Parzellenummauerung gedeutet. | BDA-Hist.: Q37895411 Status: Bescheid Stand der BDA-Liste: 2025-06-30 Name: Friedhof, Portalanlage GstNr.: .242, 96                                                             |
| ja   | Datei hochladen | Kriegerdenkmal HERIS-ID: 110892 Objekt-ID: 128652                                  | bei Josef-Mitter-Platz 4 Standort KG: Eferding                     | Das Kriegerdenkmal beim Friedhof von Eferding hat einen altarähnlichen Mittelteil, der als Nachbildung eines Sarkophags ausgeführt ist. Daran sind Gedenktafeln zur Erinnerung an den Ersten Weltkrieg angebracht. Davor befindet sich als zentrales Gestaltungselement die Nachbildung eines Stahlhelms auf einem Lorbeerkranz. Seitlich sind Nachbildungen torpedoähnlicher Geschoße zu sehen. Links und rechts vom Mittelteil steht je eine nüchtern gehaltene Steinplatte zum „Gedenken der Gefallenen und Vermissten des Weltkrieges 1939–1945“. | BDA-Hist.: Q37821240 Status: Bescheid Stand der BDA-Liste: 2025-06-30 Name: Kriegerdenkmal GstNr.: 97/4                                                                         |
| ja   | Datei hochladen | Ehem. Armenhaus, Bruder- und Siechenhaus HERIS-ID: 6331 Objekt-ID: 2208            | Josef-Mitter-Platz 2 Standort KG: Eferding                         | Das sogenannte Siechen-, Armen- oder Bruderhaus ist ein ehemaliges Spital, das im letzten Drittel des 16. Jahrhunderts von einem bereits im Jahr 1757 nicht mehr namentlich bekannten Stifter errichtet wurde. Zuvor befanden sich an dieser Stelle zwei Hofstätten in bürgerlichem Besitz. | BDA-Hist.: Q37895478 Status: Bescheid Stand der BDA-Liste: 2025-06-30 Name: Ehem. Armenhaus, Bruder- und Siechenhaus GstNr.: .244 Armenhaus, Bruder- und Siechenhaus Eferding   |
| ja   | Datei hochladen | Wohnhaus HERIS-ID: 96624 Objekt-ID: 112155                                         | Josef-Mitter-Platz 6 Standort KG: Eferding                         | | BDA-Hist.: Q37768411 Status: Bescheid Stand der BDA-Liste: 2025-06-30 Name: Wohnhaus GstNr.: .246 Josef-Mitter-Platz 6 (Eferding)                                               |
| ja   | Datei hochladen | Evang. Pfarrkirche A.B. HERIS-ID: 6277 Objekt-ID: 2154                             | nördlich Karl-Grienberger-Straße 2 Standort KG: Eferding           | Die evangelische Pfarrkirche Eferding stammt aus dem Jahr 1833. | BDA-Hist.: Q37890438 Status: Bescheid Stand der BDA-Liste: 2025-06-30 Name: Evang. Pfarrkirche A.B. GstNr.: .167/2                                                              |
| ja   | Datei hochladen | Bürgerhaus HERIS-ID: 6332 Objekt-ID: 2209                                          | Keplerstraße 3 Standort KG: Eferding                               | | BDA-Hist.: Q37895516 Status: Bescheid Stand der BDA-Liste: 2025-06-30 Name: Bürgerhaus GstNr.: .97 Keplerstraße 3 (Eferding)                                                    |
| ja   | Datei hochladen | Bürgerhaus HERIS-ID: 6333 Objekt-ID: 2210                                          | Keplerstraße 5 Standort KG: Eferding                               | | BDA-Hist.: Q37895556 Status: Bescheid Stand der BDA-Liste: 2025-06-30 Name: Bürgerhaus GstNr.: .72 Keplerstraße 5 (Eferding)                                                    |
| ja   | Datei hochladen | Bürgerhaus, Benefiziatenhaus HERIS-ID: 6334 Objekt-ID: 2211                        | Keplerstraße 7 Standort KG: Eferding                               | | BDA-Hist.: Q37895635 Status: Bescheid Stand der BDA-Liste: 2025-06-30 Name: Bürgerhaus, Benefiziatenhaus GstNr.: .71/1 Keplerstraße 7 (Eferding)                                |
| ja   | Datei hochladen | Kath. Pfarrkirche hl. Hippolyt HERIS-ID: 6275 Objekt-ID: 2152                      | Kirchenplatz Standort KG: Eferding                                 | Die römisch-katholische Pfarrkirche Eferding wurde 1451 begonnen und 1505 fertiggestellt. | BDA-Hist.: Q18011858 Status: Bescheid Stand der BDA-Liste: 2025-06-30 Name: Kath. Pfarrkirche hl. Hippolyt GstNr.: .153 Sankt Hippolyt (Eferding)                               |
| ja   | Datei hochladen | Schloss Eferding und Reste der alten Stadtmauer HERIS-ID: 37734 Objekt-ID: 36961   | Kirchenplatz 1 Standort KG: Eferding                               | Das Schloss Starhemberg in Eferding geht auf einen im 12. Jahrhundert errichteten Amtssitz des Bistums Passau zurück, der später verkauft und zu einem Schloss ausgebaut wurde. | BDA-Hist.: Q2243586 Status: Bescheid Stand der BDA-Liste: 2025-06-30 Name: Schloss Eferding und Reste der alten Stadtmauer GstNr.: .149, 241/1 Schloss Starhemberg              |
| ja   | Datei hochladen | Katholischer Pfarrhof HERIS-ID: 6335 Objekt-ID: 2212                               | Kirchenplatz 2 Standort KG: Eferding                               | | BDA-Hist.: Q37895667 Status: Bescheid Stand der BDA-Liste: 2025-06-30 Name: Katholischer Pfarrhof GstNr.: 245 Pfarrhof Eferding                                                 |
| ja   | Datei hochladen | Bürgerhaus HERIS-ID: 6336 Objekt-ID: 2213                                          | Kirchenplatz 3 Standort KG: Eferding                               | | BDA-Hist.: Q37895807 Status: Bescheid Stand der BDA-Liste: 2025-06-30 Name: Bürgerhaus GstNr.: 246/1 Kirchenplatz 3 (Eferding)                                                  |
| ja   | Datei hochladen | Bürgerhaus HERIS-ID: 6297 Objekt-ID: 2174                                          | Kirchenplatz 7 Standort KG: Eferding                               | | BDA-Hist.: Q37892319 Status: Bescheid Stand der BDA-Liste: 2025-06-30 Name: Bürgerhaus GstNr.: .156/1 Kirchenplatz 7 (Eferding)                                                 |
| ja   | Datei hochladen | Bürgerhaus HERIS-ID: 6298 Objekt-ID: 2175                                          | Kirchenplatz 10 Standort KG: Eferding                              | | BDA-Hist.: Q37892432 Status: Bescheid Stand der BDA-Liste: 2025-06-30 Name: Bürgerhaus GstNr.: .159 Kirchenplatz 10 (Eferding)                                                  |
| ja   | Datei hochladen | Villa HERIS-ID: 6299 Objekt-ID: 2176                                               | Ledererstraße 1 Standort KG: Eferding                              | Die Gründerzeitvilla in der Ledererstraße 1 wurde Ende des 19. Jahrhunderts errichtet. Im Boden des Eingangsbereiches ist die Jahreszahl 1897 festgehalten. | BDA-Hist.: Q37892613 Status: Bescheid Stand der BDA-Liste: 2025-06-30 Name: Villa GstNr.: .236/2 Ledererstraße 1 (Eferding)                                                     |
| ja   | Datei hochladen | Gasthaus, Hofwirt HERIS-ID: 6300 Objekt-ID: 2177                                   | Ledererstraße 2 Standort KG: Eferding                              | | BDA-Hist.: Q37892731 Status: Bescheid Stand der BDA-Liste: 2025-06-30 Name: Gasthaus, Hofwirt GstNr.: .193/1 Ledererstraße 2 (Eferding)                                         |
| ja   | Datei hochladen | Bürgerhaus HERIS-ID: 6301 Objekt-ID: 2178                                          | Ledererstraße 5 Standort KG: Eferding                              | | BDA-Hist.: Q37892866 Status: Bescheid Stand der BDA-Liste: 2025-06-30 Name: Bürgerhaus GstNr.: .233 Ledererstraße 5 (Eferding)                                                  |
| ja   | Datei hochladen | Bürgerhaus HERIS-ID: 6302 Objekt-ID: 2179                                          | Ledererstraße 6 Standort KG: Eferding                              | | BDA-Hist.: Q37892913 Status: Bescheid Stand der BDA-Liste: 2025-06-30 Name: Bürgerhaus GstNr.: .195/2, 40/4 Ledererstraße 6 (Eferding)                                          |
| ja   | Datei hochladen | Bürgerhaus HERIS-ID: 6304 Objekt-ID: 2181                                          | Ledererstraße 8 Standort KG: Eferding                              | | BDA-Hist.: Q37893145 Status: Bescheid Stand der BDA-Liste: 2025-06-30 Name: Bürgerhaus GstNr.: .196 Ledererstraße 8 (Eferding)                                                  |
| ja   | Datei hochladen | Bürgerhaus HERIS-ID: 6305 Objekt-ID: 2182                                          | Ledererstraße 9 Standort KG: Eferding                              | Das spätmittelalterliche Bürgerhaus in der Ledererstraße 9 hat einen Baukern aus dem 15./16. Jahrhundert. Ursprünglich ebenerdig, wurde es 1875 um ein Obergeschoß mit traufständigem Dach aufgestockt. Die einfach gehaltene Fassade in historistischen Formen geht auf 1875 und 1907 zurück. Im Erdgeschoß ist das Gebäude durch eine Haustür zugänglich. Links und rechts davon befanden sich ursprünglich jeweils zwei Fenster, die linke Seite wurde jedoch nachträglich umgestaltet. | BDA-Hist.: Q37893318 Status: Bescheid Stand der BDA-Liste: 2025-06-30 Name: Bürgerhaus GstNr.: .231/1 Ledererstraße 9 (Eferding)                                                |
| ja   | Datei hochladen | Bürgerhaus HERIS-ID: 6400 Objekt-ID: 2277                                          | Ledererstraße 10 Standort KG: Eferding                             | | BDA-Hist.: Q37901134 Status: Bescheid Stand der BDA-Liste: 2025-06-30 Name: Bürgerhaus GstNr.: .197 Ledererstraße 10 (Eferding)                                                 |
| ja   | Datei hochladen | Villa HERIS-ID: 6306 Objekt-ID: 2183                                               | Ledererstraße 12 Standort KG: Eferding                             | | BDA-Hist.: Q37893392 Status: Bescheid Stand der BDA-Liste: 2025-06-30 Name: Villa GstNr.: .199/1 Ledererstraße 12 (Eferding)                                                    |
| ja   | Datei hochladen | Bürgerhaus HERIS-ID: 6401 Objekt-ID: 2278                                          | Ledererstraße 14 Standort KG: Eferding                             | | BDA-Hist.: Q37901166 Status: Bescheid Stand der BDA-Liste: 2025-06-30 Name: Bürgerhaus GstNr.: .200 Ledererstraße 14 (Eferding)                                                 |
| ja   | Datei hochladen | Bürgerhaus, Ledererhaus HERIS-ID: 6337 Objekt-ID: 2214                             | Ledererstraße 16 Standort KG: Eferding                             | | BDA-Hist.: Q37895871 Status: Bescheid Stand der BDA-Liste: 2025-06-30 Name: Bürgerhaus, Ledererhaus GstNr.: .202 Ledererstraße 16 (Eferding)                                    |
| ja   | Datei hochladen | Bürgerhaus, ehem. Ledererhaus HERIS-ID: 6338 Objekt-ID: 2215                       | Ledererstraße 18 Standort KG: Eferding                             | Das Bürgerhaus in der Ledererstraße 18 hat einen spätmittelalterlichen Baukern aus dem 15. Jahrhundert, zwei Geschoße, fünf Achsen, einen Mittelflur, ein Krüppelwalmdach und ein aus jüngerer Zeit stammendes Hofgebäude. Die in nachbarocken Formen ausgeführte Fassade wird auf das frühe 19. Jahrhundert datiert. Das Haus ist durch eine mittig gelegene Tür mit Vorlegestufen zugänglich. Links und rechts von der Tür befinden sich jeweils zwei Fenster. Das Obergeschoß verfügt ebenfalls über vier Fenster, in deren Mitte ein hochovales Hausbild zu sehen ist. Ein weiteres Fenster befindet sich in der Mitte der Giebelmauer. | BDA-Hist.: Q37895931 Status: Bescheid Stand der BDA-Liste: 2025-06-30 Name: Bürgerhaus, ehem. Ledererhaus GstNr.: .203 Ledererstraße 18 (Eferding)                              |
| ja   | Datei hochladen | Bürgerhaus, ehem. Ledererhaus HERIS-ID: 6339 Objekt-ID: 2216                       | Ledererstraße 20 Standort KG: Eferding                             | | BDA-Hist.: Q37895985 Status: Bescheid Stand der BDA-Liste: 2025-06-30 Name: Bürgerhaus, ehem. Ledererhaus GstNr.: .204 Ledererstraße 20 (Eferding)                              |
| ja   | Datei hochladen | Bürgerhaus, Gerberhaus HERIS-ID: 6340 Objekt-ID: 2217                              | Ledererstraße 26 Standort KG: Eferding                             | | BDA-Hist.: Q37896102 Status: Bescheid Stand der BDA-Liste: 2025-06-30 Name: Bürgerhaus, Gerberhaus GstNr.: .207/1, 55/8 Ledererstraße 26 (Eferding)                             |
| ja   | Datei hochladen | Ehem. Brauerei HERIS-ID: 6343 Objekt-ID: 2220                                      | Bräuhausstraße 2 Standort KG: Eferding                             | Die ehemals als „herrschaftlich-starhembergisches Bräuhaus“ dem Schloss Eferding zugehörige Brauerei wurde 1597/1598 erstmals urkundlich erwähnt und beherbergte neben dem Brauereibetrieb auch das herrschaftliche Gefängnis. | BDA-Hist.: Q37896167 Status: Bescheid Stand der BDA-Liste: 2025-06-30 Name: Ehem. Brauerei GstNr.: .299                                                                         |
| ja   | Datei hochladen | Sporthalle HERIS-ID: 6347 Objekt-ID: 2224                                          | Schaumburgerstraße / Karl-Grienberger-Straße Standort KG: Eferding | Der Turnsaal wurde zusammen mit der 1901 eröffneten Kaiser-Franz-Josef-Jubiläumsschule errichtet. | BDA-Hist.: Q37896362 Status: Bescheid Stand der BDA-Liste: 2025-06-30 Name: Sporthalle GstNr.: .69                                                                              |
| ja   | Datei hochladen | Bürgerspitalskirche hl. Jungfrau Maria HERIS-ID: 6276 Objekt-ID: 2153              | neben Schiferplatz 1 Standort KG: Eferding                         | Die Bürgerspitalskirche an der Ostseite des Schiferplatzes ist eine ursprünglich gotische, später jedoch mehrfach umgebaute Kirche mit polygonal geschlossenem Chor, einschiffigem Langhaus, nördlich angebautem Seitenschiff und westseitigem Fassadenturm. Sie wurde um 1325 gestiftet, nach Bränden 1432 und 1762 in veränderter Form wieder aufgebaut, 1789 exsekriert und 1841 wieder als Kirche geweiht. Sie ist direkt mit dem Bürgerspital und der nördlich gelegenen St.-Magdalenen-Kapelle verbunden. | BDA-Hist.: Q37890314 Status: Bescheid Stand der BDA-Liste: 2025-06-30 Name: Bürgerspitalskirche hl. Jungfrau Maria GstNr.: .8 Sankt Maria (Eferding)                            |
| ja   | Datei hochladen | Erbstift HERIS-ID: 6279 Objekt-ID: 2156                                            | Schiferplatz 3 Standort KG: Eferding                               | Das sogenannte Schifersche Erbstift wurde vor 1325 von einem schaunbergischen Ministerialen als Bürgerspital gegründet. Das heutige Gebäude – bestehend aus zwei rechtwinkelig angeordneten zweigeschoßigen Flügeln und direkt mit der Bürgerspitalskirche hl. Jungfrau Maria verbunden – wurde 1710 errichtet und nach einem Brand 1762 neu gestaltet. | BDA-Hist.: Q37890516 Status: Bescheid Stand der BDA-Liste: 2025-06-30 Name: Erbstift GstNr.: .7                                                                                 |
| ja   | Datei hochladen | Mariensäule HERIS-ID: 6396 Objekt-ID: 2273                                         | vor Schiferplatz 3 Standort KG: Eferding                           | Die aus Sandstein gefertigte Maria-Immaculata-Säule auf dem Schiferplatz wurde 1717 errichtet. Umgeben von Engelsköpfen und Engelskindern steht sie auf einem Wolkenaufbau, der seinerseits auf einem reich gegliederten Sockel ruht, der mit Blumengewinden und dem Schifer’schen Wappen dekoriert ist. | BDA-Hist.: Q37900731 Status: Bescheid Stand der BDA-Liste: 2025-06-30 Name: Mariensäule GstNr.: 955/18 Mariensäule Eferding                                                     |
| ja   | Datei hochladen | Bürgerhaus HERIS-ID: 6350 Objekt-ID: 2227                                          | Schiferplatz 4 Standort KG: Eferding                               | | BDA-Hist.: Q37896562 Status: Bescheid Stand der BDA-Liste: 2025-06-30 Name: Bürgerhaus GstNr.: .10                                                                              |
| ja   | Datei hochladen | Ehem. Benefiziatenhaus HERIS-ID: 6402 Objekt-ID: 2279                              | Schiferplatz 5 Standort KG: Eferding                               | | BDA-Hist.: Q37901230 Status: Bescheid Stand der BDA-Liste: 2025-06-30 Name: Ehem. Benefiziatenhaus GstNr.: .4/1                                                                 |
| ja   | Datei hochladen | Ehem. Verwaltungsstöckl, Schiferstöckl HERIS-ID: 8803 Objekt-ID: 4764              | Schiferplatz 7 Standort KG: Eferding                               | | BDA-Hist.: Q38018948 Status: Bescheid Stand der BDA-Liste: 2025-06-30 Name: Ehem. Verwaltungsstöckl, Schiferstöckl GstNr.: 332                                                  |
| ja   | Datei hochladen | Bürgerhaus HERIS-ID: 6351 Objekt-ID: 2228                                          | Schiferplatz 8 Standort KG: Eferding                               | | BDA-Hist.: Q37896679 Status: Bescheid Stand der BDA-Liste: 2025-06-30 Name: Bürgerhaus GstNr.: .12                                                                              |
| ja   | Datei hochladen | Hiaslwirt, ehem. Gasthaus Zur goldenen Birne HERIS-ID: 6352 Objekt-ID: 2229        | Schiferplatz 11 Standort KG: Eferding                              | Das Bürgerhaus am Schiferplatz 11, das im Laufe seiner Geschichte auch als Gasthaus genutzt wurde, hat einen Baukern aus dem 16./17. Jahrhundert. Ursprünglich mit fünf Fensterachsen ausgestattet, wurde es später zu einem unbekannten Zeitpunkt um eine sechste Achse erweitert. Das Haus verfügt über einen Mittelflur und ist durch ein Krüppelwalmdach gedeckt. Die einfache Putzgliederung der Fassade geht auf das späte 19. bis frühe 20. Jahrhundert zurück. Die jeweils zwei Fenster links und rechts vom Eingangsbereich wurden nachträglich verändert, ebenso wie die fünf Fenster im Obergeschoß und die drei Fenster der Giebelmauer. Die Decke im Obergeschoß wird auf die Zeit um 1775 datiert, was dafür spricht, dass diese Etage damals entweder weitreichend umgestaltet oder gänzlich neu errichtet wurde. | BDA-Hist.: Q37896727 Status: Bescheid Stand der BDA-Liste: 2025-06-30 Name: Hiaslwirt, ehem. Gasthaus Zur goldenen Birne GstNr.: .1                                             |
| ja   | Datei hochladen | Stuckwirt, ehem. Gasthaus Zur Kanone HERIS-ID: 6353 Objekt-ID: 2230                | Schiferplatz 14 Standort KG: Eferding                              | | BDA-Hist.: Q37896846 Status: Bescheid Stand der BDA-Liste: 2025-06-30 Name: Stuckwirt, ehem. Gasthaus Zur Kanone GstNr.: .16                                                    |
| ja   | Datei hochladen | Bürgerhaus HERIS-ID: 6354 Objekt-ID: 2231                                          | Schiferplatz 20 Standort KG: Eferding                              | | BDA-Hist.: Q37896957 Status: Bescheid Stand der BDA-Liste: 2025-06-30 Name: Bürgerhaus GstNr.: .22                                                                              |
| ja   | Datei hochladen | Bürgerhaus, ehem. Schmiede HERIS-ID: 6355 Objekt-ID: 2232                          | Schiferplatz 22 Standort KG: Eferding                              | | BDA-Hist.: Q37897052 Status: Bescheid Stand der BDA-Liste: 2025-06-30 Name: Bürgerhaus, ehem. Schmiede GstNr.: .23                                                              |
| ja   | Datei hochladen | Bürgerhaus HERIS-ID: 6356 Objekt-ID: 2233                                          | Schiferplatz 24 Standort KG: Eferding                              | | BDA-Hist.: Q37897118 Status: Bescheid Stand der BDA-Liste: 2025-06-30 Name: Bürgerhaus GstNr.: 132/1                                                                            |
| ja   | Datei hochladen | Figurenbildstock hl. Johannes Nepomuk HERIS-ID: 6399 Objekt-ID: 2276               | bei Schiferplatz 24 Standort KG: Eferding                          | Die Nepomukstatue bei Schiferplatz 24 steht auf einem profilierten Sockel, der das Erbauungsjahr 1773 sowie die Buchstaben „F. A. W.“ und „M. E. W.“ zeigt. | BDA-Hist.: Q37901059 Status: Bescheid Stand der BDA-Liste: 2025-06-30 Name: Figurenbildstock hl. Johannes Nepomuk GstNr.: 132/1                                                 |
| ja   | Datei hochladen | Bürgerhaus HERIS-ID: 6358 Objekt-ID: 2235                                          | Schlossergasse 4 Standort KG: Eferding                             | | BDA-Hist.: Q37897289 Status: Bescheid Stand der BDA-Liste: 2025-06-30 Name: Bürgerhaus GstNr.: .87/1                                                                            |
| ja   | Datei hochladen | Bürgerhaus HERIS-ID: 6360 Objekt-ID: 2237                                          | Schlossergasse 10 Standort KG: Eferding                            | | BDA-Hist.: Q37897406 Status: Bescheid Stand der BDA-Liste: 2025-06-30 Name: Bürgerhaus GstNr.: .94                                                                              |
| ja   | Datei hochladen | Bürgerhaus, ehem. Hafnerei HERIS-ID: 6361 Objekt-ID: 2238                          | Schlossergasse 13 Standort KG: Eferding                            | | BDA-Hist.: Q37897481 Status: Bescheid Stand der BDA-Liste: 2025-06-30 Name: Bürgerhaus, ehem. Hafnerei GstNr.: .73                                                              |
| ja   | Datei hochladen | Feuerwehrgebäude HERIS-ID: 6362 Objekt-ID: 2239                                    | Schmiedstraße 1 Standort KG: Eferding                              | | BDA-Hist.: Q37897563 Status: Bescheid Stand der BDA-Liste: 2025-06-30 Name: Feuerwehrgebäude GstNr.: 290/5 Schmiedstraße 1 (Eferding)                                           |
| ja   | Datei hochladen | Bürgerhaus HERIS-ID: 6363 Objekt-ID: 2240                                          | Schmiedstraße 2 Standort KG: Eferding                              | Das fünfachsige Bürgerhaus in der Schmidstraße 2 war wohl bis ins späte 18. Jahrhundert ein Stöckl von Stadtplatz 23 und wurde dann verselbständigt. Es hat einen Baukern aus dem 15. Jahrhundert, ein nachträglich verändertes Erdgeschoß, zwei Obergeschoße und ein Dachgeschoß, einen Seitenflur, ein traufständiges Dach und eine biedermeierliche Fassade aus der Zeit um 1830. | BDA-Hist.: Q37897701 Status: Bescheid Stand der BDA-Liste: 2025-06-30 Name: Bürgerhaus GstNr.: .116 Schmiedstraße 2 (Eferding)                                                  |
| ja   | Datei hochladen | Bürgerhaus, Schaunbergerhof HERIS-ID: 6364 Objekt-ID: 2241                         | Schmiedstraße 5 Standort KG: Eferding                              | | BDA-Hist.: Q37897788 Status: Bescheid Stand der BDA-Liste: 2025-06-30 Name: Bürgerhaus, Schaunbergerhof GstNr.: .36 Schmiedstraße 5 (Eferding)                                  |
| ja   | Datei hochladen | Bürgerhaus HERIS-ID: 6365 Objekt-ID: 2242                                          | Schmiedstraße 6 Standort KG: Eferding                              | | BDA-Hist.: Q37897914 Status: Bescheid Stand der BDA-Liste: 2025-06-30 Name: Bürgerhaus GstNr.: .118 Schmiedstraße 6 (Eferding)                                                  |
| ja   | Datei hochladen | Bürgerhaus HERIS-ID: 6366 Objekt-ID: 2243                                          | Schmiedstraße 7 Standort KG: Eferding                              | | BDA-Hist.: Q37898065 Status: Bescheid Stand der BDA-Liste: 2025-06-30 Name: Bürgerhaus GstNr.: .37 Schmiedstraße 7 (Eferding)                                                   |
| ja   | Datei hochladen | Bürgerhaus HERIS-ID: 6367 Objekt-ID: 2244                                          | Schmiedstraße 8 Standort KG: Eferding                              | | BDA-Hist.: Q37898183 Status: Bescheid Stand der BDA-Liste: 2025-06-30 Name: Bürgerhaus GstNr.: .91/1 Schmiedstraße 8 (Eferding)                                                 |
| ja   | Datei hochladen | Bürgerhaus HERIS-ID: 6368 Objekt-ID: 2245                                          | Schmiedstraße 9 Standort KG: Eferding                              | Das Bürgerhaus in der Schmiedstraße 9 stammt im Kern aus dem 15. Jahrhundert. Vom Vorderhaus führt ein Verbindungstrakt zum Hinterhaus, das im späten 16. Jahrhundert umgebaut und aufgestockt wurde. Das vierachsige Vorderhaus hat zwei Geschoße, ein traufständiges Dach und einen Breiterker mit vier Fenstern in Renaissance-Gewänden, der sich mit 13 Segmentbögen und 14 Konsolen über die gesamte Fassadenbreite erstreckt. Hinter der ebenfalls mit vier Fenstern ausgestatteten Giebelmauer befindet sich eine nachträglich ergänzte Dachbodenübermauerung. Die einfache Putzgliederung der Fassade wurde im Jahre 1896 nach einem Brand sowie im späten 20. Jahrhundert teilweise verändert. Im Inneren und im Hofbereich sind zahlreiche spätmittelalterliche bis frühneuzeitliche Details aus dem 15. und 16. Jahrhundert erhalten. | BDA-Hist.: Q37898277 Status: Bescheid Stand der BDA-Liste: 2025-06-30 Name: Bürgerhaus GstNr.: .38 Schmiedstraße 9 (Eferding)                                                   |
| ja   | Datei hochladen | Bürgerhaus HERIS-ID: 6369 Objekt-ID: 2246                                          | Schmiedstraße 10 Standort KG: Eferding                             | | BDA-Hist.: Q37898353 Status: Bescheid Stand der BDA-Liste: 2025-06-30 Name: Bürgerhaus GstNr.: .90 Schmiedstraße 10 (Eferding)                                                  |
| ja   | Datei hochladen | Gasthaus Zum Roten Krebs HERIS-ID: 6370 Objekt-ID: 2247                            | Schmiedstraße 11 Standort KG: Eferding                             | | BDA-Hist.: Q37898505 Status: Bescheid Stand der BDA-Liste: 2025-06-30 Name: Gasthaus Zum Roten Krebs GstNr.: .39 Gasthaus Zum Roten Krebs (Eferding)                            |
| ja   | Datei hochladen | Bürgerhaus HERIS-ID: 6371 Objekt-ID: 2248                                          | Schmiedstraße 12 Standort KG: Eferding                             | | BDA-Hist.: Q37898579 Status: Bescheid Stand der BDA-Liste: 2025-06-30 Name: Bürgerhaus GstNr.: .89 Schmiedstraße 12 (Eferding)                                                  |
| ja   | Datei hochladen | Bürgerhaus HERIS-ID: 6372 Objekt-ID: 2249                                          | Schmiedstraße 13 Standort KG: Eferding                             | | BDA-Hist.: Q37898664 Status: Bescheid Stand der BDA-Liste: 2025-06-30 Name: Bürgerhaus GstNr.: .40 Schmiedstraße 13 (Eferding)                                                  |
| ja   | Datei hochladen | Ehem. Gasthaus Springender Hirsch HERIS-ID: 6373 Objekt-ID: 2250                   | Schmiedstraße 14 Standort KG: Eferding                             | Das spätmittelalterliche Bürgerhaus in der Schmiedstraße 14 hat vier Achsen, einen Baukern aus dem 15. Jahrhundert, einen links gelegenen Seitenflur und ein Krüppelwalmdach, das von einer Vorschussmauer verdeckt ist. Im Hoftraket befand sich früher ein Wappenstein mit der Jahreszahl 1494, der jedoch seit 1910 verschollen ist. Die in biedermeierzeitlichen Formen ausgeführte Fassade des Obergeschoßes entstand in der ersten Hälfte des 19. Jahrhunderts. Die Erdgeschoßfassade ist durch Veränderungen aus jüngerer Zeit geprägt. | BDA-Hist.: Q37898800 Status: Bescheid Stand der BDA-Liste: 2025-06-30 Name: Ehem. Gasthaus Springender Hirsch GstNr.: .88/1 Schmiedstraße 14 (Eferding)                         |
| ja   | Datei hochladen | Bürgerhaus HERIS-ID: 6374 Objekt-ID: 2251                                          | Schmiedstraße 15 Standort KG: Eferding                             | | BDA-Hist.: Q37898935 Status: Bescheid Stand der BDA-Liste: 2025-06-30 Name: Bürgerhaus GstNr.: .41 Schmiedstraße 15 (Eferding)                                                  |
| ja   | Datei hochladen | Ehem. Gasthaus Zu den drei Mohren HERIS-ID: 6376 Objekt-ID: 2253                   | Schmiedstraße 17 Standort KG: Eferding                             | | BDA-Hist.: Q37899241 Status: Bescheid Stand der BDA-Liste: 2025-06-30 Name: Ehem. Gasthaus Zu den drei Mohren GstNr.: .42 Schmiedstraße 17 (Eferding)                           |
| ja   | Datei hochladen | Bürgerhaus HERIS-ID: 6377 Objekt-ID: 2254                                          | Schmiedstraße 18 Standort KG: Eferding                             | | BDA-Hist.: Q37899328 Status: Bescheid Stand der BDA-Liste: 2025-06-30 Name: Bürgerhaus GstNr.: .82 Schmiedstraße 18 (Eferding)                                                  |
| ja   | Datei hochladen | Bürgerhaus HERIS-ID: 6378 Objekt-ID: 2255                                          | Schmiedstraße 19 Standort KG: Eferding                             | | BDA-Hist.: Q37899430 Status: Bescheid Stand der BDA-Liste: 2025-06-30 Name: Bürgerhaus GstNr.: .45 Schmiedstraße 19 (Eferding)                                                  |
| ja   | Datei hochladen | Ehem. Gasthaus Zum Faßl HERIS-ID: 6379 Objekt-ID: 2256                             | Schmiedstraße 20 Standort KG: Eferding                             | Das zweigeschoßige und sechsachsige Bürgerhaus in der Schmiedstraße 20, ein ehemaliges Gasthaus, stammt im Kern aus dem 15. Jahrhundert. Es hat einen Mittelflur und ein abgewalmtes Dach, das sich hinter einer Vorschussmauer verbirgt. Die Fassadengestaltung in historistischen Formen wurde im letzten Viertel des 19. Jahrhunderts geschaffen. Das Obergeschoß und die Vorschussmauer verfügen über je sechs Fenster. Das Äußere des Erdgeschoßes wurde nachträglich verändert. Das spätgotische Tor weist sowohl an der Straßen- als auch an der Hofseite ein abgefastes rundbogiges Gewände auf und verfügt über Radabweiser aus Granit. Im Inneren befinden sich zahlreiche Details aus mehreren Jahrhunderten, darunter eine spätgotische Holzdecke im Obergeschoß. | BDA-Hist.: Q37899460 Status: Bescheid Stand der BDA-Liste: 2025-06-30 Name: Ehem. Gasthaus Zum Faßl GstNr.: .83/1 Schmiedstraße 20 (Eferding)                                   |
| ja   | Datei hochladen | Bürgerhaus HERIS-ID: 6380 Objekt-ID: 2257                                          | Schmiedstraße 21 Standort KG: Eferding                             | | BDA-Hist.: Q37899522 Status: Bescheid Stand der BDA-Liste: 2025-06-30 Name: Bürgerhaus GstNr.: .46 Schmiedstraße 21 (Eferding)                                                  |
| ja   | Datei hochladen | Bürgerhaus HERIS-ID: 6381 Objekt-ID: 2258                                          | Schmiedstraße 23 Standort KG: Eferding                             | | BDA-Hist.: Q37899554 Status: Bescheid Stand der BDA-Liste: 2025-06-30 Name: Bürgerhaus GstNr.: .48 Schmiedstraße 23 (Eferding)                                                  |
| ja   | Datei hochladen | Bürgerhaus HERIS-ID: 6382 Objekt-ID: 2259                                          | Schmiedstraße 24 Standort KG: Eferding                             | | BDA-Hist.: Q37899584 Status: Bescheid Stand der BDA-Liste: 2025-06-30 Name: Bürgerhaus GstNr.: .85 Schmiedstraße 24 (Eferding)                                                  |
| ja   | Datei hochladen | Ehem. Gasthaus Zum Schwarzen Adler HERIS-ID: 6383 Objekt-ID: 2260                  | Schmiedstraße 25 Standort KG: Eferding                             | | BDA-Hist.: Q37899671 Status: Bescheid Stand der BDA-Liste: 2025-06-30 Name: Ehem. Gasthaus Zum Schwarzen Adler GstNr.: .49 Schmiedstraße 25 (Eferding)                          |
| ja   | Datei hochladen | Ehem. Gasthaus Zum Grünen Baum HERIS-ID: 6384 Objekt-ID: 2261                      | Schmiedstraße 26 Standort KG: Eferding                             | Das Bürgerhaus in der Schmiedstraße 26 stammt im Kern aus dem 15. Jahrhundert. Es hat einen Seitenflur und ist durch ein Krüppelwalmdach gedeckt. Zur Schmiedstraße hin hat es vier Achsen und an der Seitenfassade zur Schaumburgerstraße hin fünf. An der Ecke zu den beiden Straßen befindet sich ein spätgotischer Breiterker. Dieser ruht auf fünf Granitkonsolen, von denen vier bei einem Umbau im Jahr 1993 freigelegt wurden. Die Konsolen sind durch ziegelgemauerte Segmentbögen verbunden. Die vier Fenster im Obergeschoß an der zur Schmiedstraße blickenden Front haben gekehlte spätgotische Gewände. Der Haupteingang im Untergeschoß verfügt über ein neuzeitliches rechteckiges Gewände, ebenso wie die Tür und das Fenster im Erdgeschoßbereich der Seitenfassade. Im Hoftrakt und im Inneren sind zahlreiche Details aus mehreren Jahrhunderten erhalten, darunter mehrere Gewölbe.                                                    | BDA-Hist.: Q37899771 Status: Bescheid Stand der BDA-Liste: 2025-06-30 Name: Ehem. Gasthaus Zum Grünen Baum GstNr.: .60/1 Schmiedstraße 26 (Eferding)                            |
| ja   | Datei hochladen | Ehem. Gasthaus Zum Weißen Rößl HERIS-ID: 6385 Objekt-ID: 2262                      | Schmiedstraße 27 Standort KG: Eferding                             | | BDA-Hist.: Q37899824 Status: Bescheid Stand der BDA-Liste: 2025-06-30 Name: Ehem. Gasthaus Zum Weißen Rößl GstNr.: .50 Schmiedstraße 27 (Eferding)                              |
| ja   | Datei hochladen | Bürgerhaus HERIS-ID: 6386 Objekt-ID: 2263                                          | Schmiedstraße 28 Standort KG: Eferding                             | | BDA-Hist.: Q37899981 Status: Bescheid Stand der BDA-Liste: 2025-06-30 Name: Bürgerhaus GstNr.: .567 Schmiedstraße 28 (Eferding)                                                 |
| ja   | Datei hochladen | Gasthaus Zum Goldenen Kreuz HERIS-ID: 6387 Objekt-ID: 2264                         | Schmiedstraße 29 Standort KG: Eferding                             | | BDA-Hist.: Q37900024 Status: Bescheid Stand der BDA-Liste: 2025-06-30 Name: Gasthaus Zum Goldenen Kreuz GstNr.: .51/1 Schmiedstraße 29 (Eferding)                               |
| ja   | Datei hochladen | Figurenbildstock hl. Florian HERIS-ID: 6328 Objekt-ID: 2205                        | vor Stadtplatz 1 Standort KG: Eferding                             | Der Figurenbildstock des hl. Florian auf dem Stadtplatz wurde 1873 von Karl Pischel aus Linz geschaffen. Er steht auf einem geschweiften spätbarocken Granitsockel, der von einer ebenfalls aus Granit gefertigten Balustrade umgeben ist. | BDA-Hist.: Q37895364 Status: Bescheid Stand der BDA-Liste: 2025-06-30 Name: Figurenbildstock hl. Florian GstNr.: 955/35 Figurenbildstock Heiliger Florian, Eferding             |
| ja   | Datei hochladen | Dreifaltigkeitssäule HERIS-ID: 6329 Objekt-ID: 2206                                | vor Stadtplatz 12 Standort KG: Eferding                            | Die Dreifaltigkeitssäule auf dem Stadtplatz wurde um 1720 errichtet. Sie steht auf einem hohen, einfach verzierten Granitsockel, der im Kern einen rechteckigen Grundriss hat, seitlich jedoch mit Pfeilern versehen ist. Die Statue vom Typ Marienkrönung ist aus Sandstein gefertigt. Sie verfügt über einen vergoldeten Strahlenkranz mit einer Taube in der Mitte, die den Heiligen Geist darstellt. Flankiert wird die Statue von Figuren der hll. Andreas und Johannes Nepomuk. | BDA-Hist.: Q37895383 Status: Bescheid Stand der BDA-Liste: 2025-06-30 Name: Dreifaltigkeitssäule GstNr.: 955/35 Dreifaltigkeitssäule Eferding                                   |
| ja   | Datei hochladen | Bankgebäude HERIS-ID: 6280 Objekt-ID: 2157                                         | Stadtplatz 1 Standort KG: Eferding                                 | | BDA-Hist.: Q37890690 Status: Bescheid Stand der BDA-Liste: 2025-06-30 Name: Bankgebäude GstNr.: .139 Stadtplatz 1 (Eferding)                                                    |
| ja   | Datei hochladen | Bürgerhaus HERIS-ID: 6282 Objekt-ID: 2159                                          | Stadtplatz 3 Standort KG: Eferding                                 | Das dreiachsige Haus mit einem spätmittelalterlich-frühneuzeitlichen Inneren hat zwei Geschoße. Die klassizistische Fassade besteht im oberen Teil aus einer Vorschussmauer mit einem Giebel. Die äußeren Fenster des Obergeschoßes sind blind. | BDA-Hist.: Q37890909 Status: Bescheid Stand der BDA-Liste: 2025-06-30 Name: Bürgerhaus GstNr.: .134 Stadtplatz 3 (Eferding)                                                     |
| ja   | Datei hochladen | Bürgerhaus HERIS-ID: 6284 Objekt-ID: 2161                                          | Stadtplatz 5 Standort KG: Eferding                                 | Im Inneren dieses Wohnhauses befinden sich Gewölbe, die vermutlich noch aus dem 16./17. Jahrhundert stammen. 1907 ließ der damalige Besitzer zwei alte Häuser in ein neues umbauen. Die Fassade im Wiener Jugendstil ist die einzige dieser Art in Eferding. | BDA-Hist.: Q37891065 Status: Bescheid Stand der BDA-Liste: 2025-06-30 Name: Bürgerhaus GstNr.: .132 Stadtplatz 5 (Eferding)                                                     |
| ja   | Datei hochladen | Wohnhaus HERIS-ID: 6285 Objekt-ID: 2162                                            | Stadtplatz 6 Standort KG: Eferding                                 | | BDA-Hist.: Q37891080 Status: Bescheid Stand der BDA-Liste: 2025-06-30 Name: Wohnhaus GstNr.: .130 Stadtplatz 6 (Eferding)                                                       |
| ja   | Datei hochladen | Bürgerhaus HERIS-ID: 6286 Objekt-ID: 2163                                          | Stadtplatz 7 Standort KG: Eferding                                 | | BDA-Hist.: Q37891120 Status: Bescheid Stand der BDA-Liste: 2025-06-30 Name: Bürgerhaus GstNr.: .129 Stadtplatz 7 (Eferding)                                                     |
| ja   | Datei hochladen | Bürgerhaus HERIS-ID: 6287 Objekt-ID: 2164                                          | Stadtplatz 8 Standort KG: Eferding                                 | Das dreiachsige Haus mit einem spätmittelalterlich-frühneuzeitlichen Inneren hat zwei Geschoße. Die klassizistische Fassade besteht im oberen Teil aus einer Vorschussmauer mit einem Giebel. Die äußeren Fenster des Obergeschoßes sind blind. Der ursprüngliche Innenausbau ist noch gut erhalten. Die Gewölbe in beiden Etagen und ein Steinportal gelten als baukünstlerisch wertvoll. | BDA-Hist.: Q37891164 Status: Bescheid Stand der BDA-Liste: 2025-06-30 Name: Bürgerhaus GstNr.: .128 Stadtplatz 8 (Eferding)                                                     |
| ja   | Datei hochladen | Bürgerhaus HERIS-ID: 6288 Objekt-ID: 2165                                          | Stadtplatz 9 Standort KG: Eferding                                 | Das vierachsige Gebäude mit der mächtigen Vorschussmauer hat drei Geschoße, die äußeren Fenster des Dachgeschoßes sind blind. Die innere Struktur stammt aus dem Spätmittelalter oder der Frühneuzeit. In der jeweils dritten Achse jeder Etage befinden sich Flure mit Treppen. Der Gang im ersten Stock hat ein Tonnengewölbe, der in der zweiten ein Kreuzgratgewölbe. | BDA-Hist.: Q37891192 Status: Bescheid Stand der BDA-Liste: 2025-06-30 Name: Bürgerhaus GstNr.: .127 Stadtplatz 9 (Eferding)                                                     |
| ja   | Datei hochladen | Bürgerhaus HERIS-ID: 6289 Objekt-ID: 2166                                          | Stadtplatz 10 Standort KG: Eferding                                | Das dreiachsige Haus hat drei Geschoße, eine Blendfassade mit Blindfenstern im oberen Bereich und einen spätmittelalterlich-frühneuzeitlichen Baukern. Im Gebäude befinden sich sowohl Tonnen- als auch Kreuzgratgewölbe aus der Entstehungszeit und barocke Stuckdecken. | BDA-Hist.: Q37891275 Status: Bescheid Stand der BDA-Liste: 2025-06-30 Name: Bürgerhaus GstNr.: .126, .647 Stadtplatz 10 (Eferding)                                              |
| ja   | Datei hochladen | Bürgerhaus HERIS-ID: 6290 Objekt-ID: 2167                                          | Stadtplatz 11 Standort KG: Eferding                                | Die klassizistische Fassade des dreigeschoßigen, dreiachsigen Bürgerhauses ist in den Obergeschoßen durch flache Pilaster mit Stuckfeldern gegliedert. Die Pilaster werden oben durch Festons abgeschlossen. Die Fensterachsen sind durchgehend reich unterteilt. Der Kern des Hauses mit den Gewölben stammt aus dem Spätmittelalter oder der Frühneuzeit. | BDA-Hist.: Q37891391 Status: Bescheid Stand der BDA-Liste: 2025-06-30 Name: Bürgerhaus GstNr.: .125 Stadtplatz 11 (Eferding)                                                    |
| ja   | Datei hochladen | Bürgerhaus HERIS-ID: 6291 Objekt-ID: 2168                                          | Stadtplatz 12 Standort KG: Eferding                                | | BDA-Hist.: Q37891566 Status: Bescheid Stand der BDA-Liste: 2025-06-30 Name: Bürgerhaus GstNr.: .124 Stadtplatz 12 (Eferding)                                                    |
| ja   | Datei hochladen | Bürgerhaus HERIS-ID: 6292 Objekt-ID: 2169                                          | Stadtplatz 13 Standort KG: Eferding                                | | BDA-Hist.: Q37891741 Status: Bescheid Stand der BDA-Liste: 2025-06-30 Name: Bürgerhaus GstNr.: .122 Stadtplatz 13 (Eferding)                                                    |
| ja   | Datei hochladen | Altes Rathaus HERIS-ID: 6293 Objekt-ID: 2170                                       | Stadtplatz 14 Standort KG: Eferding                                | Das Gebäude wurde 1914 von Julius Schulte erweitert, dadurch entstand der turmartige Risalit. | BDA-Hist.: Q37891852 Status: Bescheid Stand der BDA-Liste: 2025-06-30 Name: Altes Rathaus GstNr.: .121 Stadtplatz 14 (Eferding)                                                 |
| ja   | Datei hochladen | Apothekerhaus HERIS-ID: 6294 Objekt-ID: 2171                                       | Stadtplatz 15 Standort KG: Eferding                                | Die Apotheke mit der spätklassizistische Fassade besteht seit dem 16. Jahrhundert. Sie hat eine Vorschussmauer und dahinter ein Grabendach. Im Kern finden sich Gewölbe und Steinportale aus der Bauzeit, sowie barocke Stuckdecken und Geländer. | BDA-Hist.: Q37892035 Status: Bescheid Stand der BDA-Liste: 2025-06-30 Name: Apothekerhaus GstNr.: .120 Stadtplatz 15 (Eferding)                                                 |
| ja   | Datei hochladen | Bürgerhaus HERIS-ID: 6295 Objekt-ID: 2172                                          | Stadtplatz 16 Standort KG: Eferding                                | | BDA-Hist.: Q37892222 Status: Bescheid Stand der BDA-Liste: 2025-06-30 Name: Bürgerhaus GstNr.: .119 Stadtplatz 16 (Eferding)                                                    |
| ja   | Datei hochladen | Bürgerhaus, Schweikererhaus HERIS-ID: 6307 Objekt-ID: 2184                         | Stadtplatz 17 Standort KG: Eferding                                | | BDA-Hist.: Q37893473 Status: Bescheid Stand der BDA-Liste: 2025-06-30 Name: Bürgerhaus, Schweikererhaus GstNr.: .27/1 Stadtplatz 17 (Eferding)                                  |
| ja   | Datei hochladen | Ehem. Gasthaus Zur eisernen Hand HERIS-ID: 6308 Objekt-ID: 2185                    | Stadtplatz 18 Standort KG: Eferding                                | Der ehemalige Gasthof „Zur Eisernen Hand“ wurde in der ersten Hälfte des 16. Jahrhunderts erbaut und besteht aus einem Vorderhaus und einem Hoftrakt mit Pfeilerarkaden. Die historistische Fassade hat im ersten Obergeschoß einen flachen dreiachsigen Erker. Die Fenster im ersten Stock haben eine gerade Verdachungen, die des zweiten haben Dreieckgiebel auf Volutenkonsolen und Stuck im Sturzfeld. | BDA-Hist.: Q37893608 Status: Bescheid Stand der BDA-Liste: 2025-06-30 Name: Ehem. Gasthaus Zur eisernen Hand GstNr.: .28/1, .28/2, .28/3 Stadtplatz 18 (Eferding)               |
| ja   | Datei hochladen | Bürgerhaus HERIS-ID: 6309 Objekt-ID: 2186                                          | Stadtplatz 19 Standort KG: Eferding                                | Das Haus weist zahlreiche, gut erhaltenen Gewölbe, Steinportale und Stuckdecken auf. Es hat einen spätgotisch-renaissancezeitlichen Baukern und eine Fassade in historistischem Stil. Auf der Schauseite ist der Granitbogen des ehemaligen Durchfahrtstors erhalten. Die Fenster im ersten Stock haben eine gerade Verdachungen und Stuckdekor am Parapet und im Sturzfeld. Die Fenster des zweiten Stocks besitzen Fensterbänke auf Volutenkonsolen und profilierte Putzumrahmungen mit Stuckbekrönung. | BDA-Hist.: Q37893761 Status: Bescheid Stand der BDA-Liste: 2025-06-30 Name: Bürgerhaus GstNr.: .32, .396 Stadtplatz 19 (Eferding)                                               |
| ja   | Datei hochladen | Bürgerhaus, ehem. Lamplwirt HERIS-ID: 6310 Objekt-ID: 2187                         | Stadtplatz 20 Standort KG: Eferding                                | Das traufenständige Haus beherbergte früher den „Lamplwirt“. Hinter der Fassade im historistischen Stil befindet sich ein Baukern aus der Renaissance mit einigen Gewölben. | BDA-Hist.: Q37893851 Status: Bescheid Stand der BDA-Liste: 2025-06-30 Name: Bürgerhaus, ehem. Lamplwirt GstNr.: .33 Stadtplatz 20 (Eferding)                                    |
| ja   | Datei hochladen | Bürgerhaus HERIS-ID: 6311 Objekt-ID: 2188                                          | Stadtplatz 21 Standort KG: Eferding                                | | BDA-Hist.: Q37893921 Status: Bescheid Stand der BDA-Liste: 2025-06-30 Name: Bürgerhaus GstNr.: .34/1 Stadtplatz 21 (Eferding)                                                   |
| ja   | Datei hochladen | Bürgerhaus, ehem. Posthof HERIS-ID: 6312 Objekt-ID: 2189                           | Stadtplatz 22 Standort KG: Eferding                                | | BDA-Hist.: Q37893977 Status: Bescheid Stand der BDA-Liste: 2025-06-30 Name: Bürgerhaus, ehem. Posthof GstNr.: .35 Stadtplatz 22 (Eferding)                                      |
| ja   | Datei hochladen | Bürgerhaus HERIS-ID: 6313 Objekt-ID: 2190                                          | Stadtplatz 23 Standort KG: Eferding                                | Die Fassade des Eckhauses stammt aus der ersten Hälfte des 19. Jahrhunderts, der Kern ist aus dem Barock. | BDA-Hist.: Q37894072 Status: Bescheid Stand der BDA-Liste: 2025-06-30 Name: Bürgerhaus GstNr.: .115 Stadtplatz 23 (Eferding)                                                    |
| ja   | Datei hochladen | Bürgerhaus HERIS-ID: 6314 Objekt-ID: 2191                                          | Stadtplatz 24 Standort KG: Eferding                                | | BDA-Hist.: Q37894152 Status: Bescheid Stand der BDA-Liste: 2025-06-30 Name: Bürgerhaus GstNr.: .114 Stadtplatz 24 (Eferding)                                                    |
| ja   | Datei hochladen | Bürgerhaus HERIS-ID: 6315 Objekt-ID: 2192                                          | Stadtplatz 25 Standort KG: Eferding                                | | BDA-Hist.: Q37894262 Status: Bescheid Stand der BDA-Liste: 2025-06-30 Name: Bürgerhaus GstNr.: .113 Stadtplatz 25 (Eferding)                                                    |
| ja   | Datei hochladen | Ehem. Gasthaus Zur Sense, Richterwirt HERIS-ID: 6316 Objekt-ID: 2193               | Stadtplatz 26 Standort KG: Eferding                                | | BDA-Hist.: Q37894367 Status: Bescheid Stand der BDA-Liste: 2025-06-30 Name: Ehem. Gasthaus Zur Sense, Richterwirt GstNr.: .112 Stadtplatz 26 (Eferding)                         |
| ja   | Datei hochladen | Bürgerhaus, Wachszieher- und Lebzelterhaus HERIS-ID: 6317 Objekt-ID: 2194          | Stadtplatz 27 Standort KG: Eferding                                | | BDA-Hist.: Q37894459 Status: Bescheid Stand der BDA-Liste: 2025-06-30 Name: Bürgerhaus, Wachszieher- und Lebzelterhaus GstNr.: .110 Stadtplatz 27 (Eferding)                    |
| ja   | Datei hochladen | Bürgerhaus HERIS-ID: 6318 Objekt-ID: 2195                                          | Stadtplatz 28 Standort KG: Eferding                                | | BDA-Hist.: Q37894565 Status: Bescheid Stand der BDA-Liste: 2025-06-30 Name: Bürgerhaus GstNr.: .109/1 Stadtplatz 28 (Eferding)                                                  |
| ja   | Datei hochladen | Bürgerhaus HERIS-ID: 6319 Objekt-ID: 2196                                          | Stadtplatz 29 Standort KG: Eferding                                | Das spätmittelalterliche/frühneuzeitliche Bürgerhaus am Stadtplatz 29 hat einen Baukern aus dem 15./16. Jahrhundert und eine barocke Fassade aus der ersten Hälfte des 18. Jahrhunderts. Im Erdgeschoß ist es durch ein Haustor zugänglich. Links vom Tor befindet sich eine ehemalige Ladenöffnung, die später zu einem Fenster umgebaut wurde. Rechts vom Tor sind zwei weitere Fenster zu sehen. Das erste und zweite Obergeschoß haben jeweils fünf rechteckige Fenster mit ungleichen Abständen, abgeschrägten gotischen Sohlbänken und verputzen Gewänden. Die Vorschussmauer hat drei symmetrisch angeordnete Fenster, zwischen denen zwei Durchbrüche für die Dachrinnen geschaffen wurden. Hofseitig liegt eine Querscheune mit spätmittelalterlichem bis frühneuzeitlichem Baukern, ein ehemaliger Stadel, der jedoch schon 1665 als gemauert erwähnt wird. In das Haus ist ein älterer Wohnturm mit Kern aus dem 13./14. Jahrhundert integriert. | BDA-Hist.: Q37894678 Status: Bescheid Stand der BDA-Liste: 2025-06-30 Name: Bürgerhaus GstNr.: .108 Stadtplatz 29 (Eferding)                                                    |
| ja   | Datei hochladen | Bürgerhaus HERIS-ID: 6320 Objekt-ID: 2197                                          | Stadtplatz 30 Standort KG: Eferding                                | Das spätmittelalterliche Bürgerhaus am Stadtplatz 30 mit Baukern aus dem 15. Jahrhundert hat im Erdgeschoß links ein spätgotisches Tor mit abgefastem Spitzbogengewände, in der Mitte einen Ladeneingang und rechts ein rundbogiges Fenster mit unbekannter Datierung. Im ersten Obergeschoß befinden sich drei Fenster mit leicht unregelmäßigen Abständen. Im zweiten Obergeschoß sind zwei, leicht asymmetrisch angeordnete Fenster zu sehen. Je ein kleineres Fenster befindet sich im linken und rechten Bereich der Vorschussmauer, die in der Mitte einen Durchbruch für die Dachrinne hat. Hinter der Vorschussmauer befindet sich, von der Straße aus nicht sichtbar, ein traufständiges Dach. Die einfache, ehemals spätbarocke Fassade aus der Mitte des 18. Jahrhunderts wurde im späten 19./frühen 20. Jahrhundert verändert. | BDA-Hist.: Q37894741 Status: Bescheid Stand der BDA-Liste: 2025-06-30 Name: Bürgerhaus GstNr.: .107 Stadtplatz 30 (Eferding)                                                    |
| ja   | Datei hochladen | Bezirksgericht, Rathaus HERIS-ID: 6321 Objekt-ID: 2198                             | Stadtplatz 31 Standort KG: Eferding                                | Das Gebäude am Stadtplatz 31, das sowohl das Bezirksgericht als auch das Gemeindeamt von Eferding beherbergt, wurde 1854–1856 unter Integrierung einiger Teile der beiden spätmittelalterlichen bis frühneuzeitlichen Vorgängerbauten errichtet. | BDA-Hist.: Q37894755 Status: Bescheid Stand der BDA-Liste: 2025-06-30 Name: Bezirksgericht, Rathaus GstNr.: .106 Bezirksgericht Eferding                                        |
| ja   | Datei hochladen | Bürgerhaus HERIS-ID: 6322 Objekt-ID: 2199                                          | Stadtplatz 32 Standort KG: Eferding                                | Das spätmittelalterliche/frühneuzeitliche Bürgerhaus am Stadtplatz 32 stammt im Kern aus dem 15./16. Jahrhundert und wurde ab 1637 als Freihaus geführt. Es hat vier Achsen mit ungleichen Fensterabständen, einen Mittelflur und ein hohes Mansarddach, das im Zuge der Errichtung des zweiten Obergeschoßes im Jahr 1932 anstelle des zuvor verwendeten Grabendaches entstand. Der Hoftrakt ist im Kern spätmittelalterlich. Die frühere Biedermeierfassade aus der ersten Hälfte des 19. Jahrhunderts wurde in der zweiten Hälfte des 20. Jahrhunderts in „altstädtischen“ Formen umgestaltet. | BDA-Hist.: Q37894828 Status: Bescheid Stand der BDA-Liste: 2025-06-30 Name: Bürgerhaus GstNr.: .104 Stadtplatz 32 (Eferding)                                                    |
| ja   | Datei hochladen | Bürgerhaus HERIS-ID: 6323 Objekt-ID: 2200                                          | Stadtplatz 33 Standort KG: Eferding                                | Das Haus am Stadtplatz 33 hat einen spätmittelalterlichen Baukern aus dem 15. Jahrhundert, allerdings wurde die vordere Haushälfte einschließlich der Fassade 1990/1991 abgebrochen und in „altstädtischen“ Formen neu errichtet. Im Inneren sind vereinzelt spätmittelalterliche und frühneuzeitliche Details erhalten geblieben. | BDA-Hist.: Q37894962 Status: Bescheid Stand der BDA-Liste: 2025-06-30 Name: Bürgerhaus GstNr.: .103 Stadtplatz 33 (Eferding)                                                    |
| ja   | Datei hochladen | Bürgerhaus HERIS-ID: 6324 Objekt-ID: 2201                                          | Stadtplatz 34 Standort KG: Eferding                                | Die Baugeschichte des ehemaligen Stadthauses der Schaunberger hat ihren Anfang im Spätmittelalter oder in der Frühneuzeit. Auf der linken Seite befinden sich ein Portal mit einem flachen Bogen und darüber ein einachsiger Erker auf abgerundeten Konsolsteinen. Die Gliederung der Fassade ist vermutlich aus der zweiten Hälfte des 18. Jahrhunderts. Die Umrandung der Fenster ist mit Putzelementen dekoriert. | BDA-Hist.: Q37895031 Status: Bescheid Stand der BDA-Liste: 2025-06-30 Name: Bürgerhaus GstNr.: .102 Stadtplatz 34 (Eferding)                                                    |
| ja   | Datei hochladen | Bürgerhaus HERIS-ID: 6325 Objekt-ID: 2202                                          | Stadtplatz 35 Standort KG: Eferding                                | Der giebelständige Bau stammt aus dem späten Mittelalter oder aus der frühen Neuzeit. Im Kern gibt es noch Tonnen- und Kreuzgratgewölbe aus der Entstehungszeit. | BDA-Hist.: Q37895043 Status: Bescheid Stand der BDA-Liste: 2025-06-30 Name: Bürgerhaus GstNr.: .101 Stadtplatz 35 (Eferding)                                                    |
| ja   | Datei hochladen | Bürgerhaus HERIS-ID: 6326 Objekt-ID: 2203                                          | Stadtplatz 36 Standort KG: Eferding                                | Das spätmittelalterliche Bürgerhaus am Stadtplatz 36 hat einen Baukern aus dem 15./16. Jahrhundert. Die vierachsige Front zeigt eine spätklassizistische Fassade aus dem 15./16. Jahrhundert und einen Dreiecksgiebel, hinter dem sich ein Satteldach verbirgt. Im Erdgeschoß befinden sich drei Fenster und ein Haustor, in den beiden Obergeschoßen jeweils vier Fenster mit ungleichen Abständen. Die beiden äußeren Fenster im zweiten Obergeschoß waren ursprünglich blind, da die Aufstockung hinter der Vorschussmauer erst bei einem Umbau im Jahr 1999 erfolgte. | BDA-Hist.: Q37895060 Status: Bescheid Stand der BDA-Liste: 2025-06-30 Name: Bürgerhaus GstNr.: .100/1 Stadtplatz 36 (Eferding)                                                  |
| ja   | Datei hochladen | Ehem. Gasthaus Zum goldenen Löwen, ehem. Keplerhaus HERIS-ID: 6327 Objekt-ID: 2204 | Stadtplatz 37 Standort KG: Eferding                                | Das ehemalige Gasthaus zum goldenen Löwen ist ein im Kern spätmittelalterliches Bürgerhaus des 15. Jahrhunderts mit zwei Geschoßen, das 1880 in wesentlichen Teilen umgestaltet wurde. Es hat fünf (ehemals sechs) Achsen zum Stadtplatz, zwölf Achsen zur Keplerstraße und hinter einer Vorschussmauer ein hohes Krüppelwalmdach. Der Balkon über dem rundbogigen Tor in der Mittelachse der Schmalseite war ursprünglich ein Erker. Die einfache Fassade ist durch die Umgestaltung im 19. Jahrhundert geprägt. Da das Haus über zwei getrennte Keller verfügt, besteht die Möglichkeit, dass es durch Zusammenlegung zweier ehemals eigenständiger Häuser entstanden ist. Im Jahr 1613 feierte der Astronom Johannes Kepler hier seine Hochzeit mit einer Eferdinger Bürgertochter. | BDA-Hist.: Q37895210 Status: Bescheid Stand der BDA-Liste: 2025-06-30 Name: Ehem. Gasthaus Zum goldenen Löwen, ehem. Keplerhaus GstNr.: .99 Keplerhaus (Eferding)               |
| ja   | Datei hochladen | Kaiser Franz Joseph Jubiläumsschule HERIS-ID: 6388 Objekt-ID: 2265                 | Starhembergstraße 1 Standort KG: Eferding                          | Mit dem Bau der Kaiser-Franz-Josef-Jubiläumsschule wurde 1899 begonnen. Bestimmungsübergabe war im Jahr 1901. | BDA-Hist.: Q37900057 Status: Bescheid Stand der BDA-Liste: 2025-06-30 Name: Kaiser Franz Joseph Jubiläumsschule GstNr.: .70, .357 Kaiser Franz Josef Jubiläumsschule (Eferding) |
| ja   | Datei hochladen | Bürgerhaus HERIS-ID: 6390 Objekt-ID: 2267                                          | Starhembergstraße 6 Standort KG: Eferding                          | Das Bürgerhaus in der Starhembergstraße 6 wurde im 18./19. Jahrhundert umgebaut, stammt aber im Kern aus dem 16./17. Jahrhundert. Es verfügt über fünf Fensterachsen mit unregelmäßigen Abständen (drei Fenster in der Giebelmauer), zwei Geschoße und ein Krüppelwalmdach. Im Erdgeschoß ist es durch eine Tür und durch eine Hofeinfahrt zugänglich. Neben der Einfahrt steht eine Steinbank, für die möglicherweise Material aus einer alten Treppe wiederverwendet wurde. Die einfache Fassadengestaltung mit rechteckigen Fenstergewänden geht auf das 19. Jahrhundert zurück. | BDA-Hist.: Q37900152 Status: Bescheid Stand der BDA-Liste: 2025-06-30 Name: Bürgerhaus GstNr.: .145/1 Starhembergstraße 6 (Eferding)                                            |
| ja   | Datei hochladen | Evang. Pfarrhof HERIS-ID: 6392 Objekt-ID: 2269seit 2015                            | Starhembergstraße 7 Standort KG: Eferding                          | Das vierachsige Haus in der Starhembergstraße 7, das im Hinblick auf die Fassadengestaltung mit dem Nachbarhaus Nummer 9 eine Einheit bildet, wurde in der ersten Hälfte des 19. Jahrhunderts in klassizistischem Stil errichtet. Es verfügt über ein Erdgeschoß mit Mittelflur, zwei Obergeschoße, ein Satteldach und ein Blendgeschoß mit aufgesetztem Dreiecksgiebel. | BDA-Hist.: Q37900270 Status: Bescheid Stand der BDA-Liste: 2025-06-30 Name: Evang. Pfarrhof GstNr.: .162/1, .162/2                                                              |
| ja   | Datei hochladen | Bürgerhaus HERIS-ID: 6391 Objekt-ID: 2268                                          | Starhembergstraße 8 Standort KG: Eferding                          | Das zweigeschoßige Bürgerhaus in der Starhembergstraße 8 wurde im Jahr 1837 im Wesentlichen neu erbaut. Die älter wirkende Struktur der rückwärtigen Gewölbe im Inneren lässt aber die Vermutung zu, dass diese von einem Vorgängerbau stammen könnten. Die Fassade verfügt über eine einfache Putzgliederung, vier Fensterachsen und eine Giebelmauer mit zwei Fenstern. | BDA-Hist.: Q37900210 Status: Bescheid Stand der BDA-Liste: 2025-06-30 Name: Bürgerhaus GstNr.: .146 Starhembergstraße 8 (Eferding)                                              |
| ja   | Datei hochladen | Ehem. Gasthaus Zum Schiff HERIS-ID: 6393 Objekt-ID: 2270                           | Starhembergstraße 10 Standort KG: Eferding                         | Das ehemalige Gasthaus „Zum (goldenen) Schiff“ ist ein zweigeschoßiges, spätmittelalterliches Bürgerhaus, im Kern aus dem 15./16. Jahrhundert. Es verfügt über eine sechsachsige Front, einen Mittelflur mit rundbogigem, vermutlich spätgotischem Tor und Rundbogentonne als Durchfahrt von der Straße zum Hof und eine weitere Einfahrt auf Seite des Kirchenplatzes. Die ehemals biedermeierliche Fassade aus der ersten Hälfte des 19. Jahrhunderts wurde 1914 umgestaltet. Zugleich wurde das Blendgeschoß entfernt und das dahinter liegende Grabendach durch ein traufständiges Dach mit Mittelgiebel ersetzt. | BDA-Hist.: Q37900371 Status: Bescheid Stand der BDA-Liste: 2025-06-30 Name: Ehem. Gasthaus Zum Schiff GstNr.: .147 Starhembergstraße 10 (Eferding)                              |

## Ehemalige Denkmäler
| Foto |                 | Denkmal                                               | Standort                              | Beschreibung | Metadaten |
| ---- | --------------- | ----------------------------------------------------- | ------------------------------------- | --- | --- |
| ja   | Datei hochladen | Bürgerhaus, ehem. Ledererhaus Objekt-ID: 2180bis 2016 | Ledererstraße 7 Standort KG: Eferding | Das ehemalige Ledererhaus, im Kern aus dem 15. Jahrhundert, wurde im 21. Jahrhundert zum Großteil abgerissen. Die Erdgeschoßfassade blieb zunächst erhalten. | BDA-Hist.: Q55181371 Status: Bescheid Stand der BDA-Liste: 2016-06-21 Name: Bürgerhaus, ehem. Ledererhaus GstNr.: .232/1 Ledererstraße 7 (Eferding) |